# 第22回有馬記念
第22回有馬記念（だい22かいありまきねん）は、1977年12月18日に中山競馬場で施行された競馬競走である。トウショウボーイ・テンポイント・グリーングラスのTTGの最後の戦いとして、中央競馬史上屈指の名勝負の1つに数えられている。年齢は全て旧表記（数え年）にて表記。

## レース施行時の状況
前年にクラシックを沸かせたTTと呼ばれる東西の2頭、トウショウボーイ、テンポイントの活躍により競馬は一時の黄金期を築き上げていた。ファン投票1位で選出されたのはテンポイント。前年はトウショウボーイの2着に敗れたが、この年は天皇賞・春を制し6戦5勝2着1回と安定した強さを見せていた。しかし、トウショウボーイとの対決となった宝塚記念では2着に敗れ、これまでの対戦はトウショウボーイの4勝1敗と後塵を拝する結果となっていた。トウショウボーイは本レース限りでの引退が発表されており、最後のTT対決であり、テンポイント陣営にとっては雪辱を果たすラストチャンスとなっていた非常に注目の大きいレースであった。対する前年の優勝馬トウショウボーイは前走の天皇賞・秋を7着と大敗し、ファン投票2位での出走だったが、スピードシンボリ以来史上2頭目の有馬記念連覇がかかっており、引退レースを飾るためにも負けられないレースでもあった。
なお、年末の大一番たるグランプリレースであるにもかかわらず、トウショウボーイ、テンポイント、グリーングラスの出走に加え菊花賞馬プレストウコウの参戦。さらに無敗の外車マルゼンスキーも出走プランが浮上。これを見てホクトボーイ、カシュウチカラを始め、有力馬が回避し翌年正月の東西の金杯などに回る陣営が相次いだが、マルゼンスキーは脚部不安により直前に引退。8頭立てと少頭数によるレースとなった。

## 出走馬と枠順
天候：晴れ、芝：良馬場。発走時刻は15時10分。
| 枠番 | 馬番 | 競走馬名           | 性齢 | 斤量 | 騎手     | オッズ  | 調教師     |
| ---- | ---- | ------------------ | ---- | ---- | -------- | ------- | ---------- |
| 1    | 1    | トウショウボーイ   | 牡5  | 56   | 武邦彦   | 2番人気 | 保田隆芳   |
| 2    | 2    | トウフクセダン     | 牡5  | 56   | 宮田仁   | 7番人気 | 大久保末吉 |
| 3    | 3    | テンポイント       | 牡5  | 56   | 鹿戸明   | 1番人気 | 小川佐助   |
| 4    | 4    | シンストーム       | 牡7  | 55   | 横山富雄 | 6番人気 | 尾形藤吉   |
| 5    | 5    | プレストウコウ     | 牡4  | 54   | 郷原洋行 | 4番人気 | 加藤朝治郎 |
| 6    | 6    | グリーングラス     | 牡5  | 56   | 嶋田功   | 3番人気 | 中野隆良   |
| 7    | 7    | スピリットスワプス | 牡5  | 56   | 中野栄治 | 8番人気 | 荒木静雄   |
| 8    | 8    | メグロモガミ       | 牡4  | 54   | 東信二   | 5番人気 | 境勝太郎   |

## レース展開など
レースはスタートからトウショウボーイが逃げるが、すぐに馬体を合わせかわすテンポイント、更に抜き返すトウショウボーイ、そしてまたテンポイントが抜き返すという前代未聞のマッチレースを展開。互いに先頭を譲らず、人馬ともに互いをライバルと認め合い、互いに負けられないと言う気骨がこの名勝負を生み出したといえる。そして最後の直線でも激しい叩き合いを続けるTT両馬をピッタリとマークし、一気に猛追するグリーングラス。3頭がなだれこむようにゴール版を通過する中、先頭でゴール板を駆け抜けたのはテンポイントだった。トウショウボーイはグリーングラスを半馬身なんとか抑えきっての2着。最終的にTT両馬にグリーングラスがわずかに詰め寄ったのみで、他の馬たちは全て蚊帳の外という凄まじいレース内容であった。
このレースでテンポイントは初めて宿敵・トウショウボーイを打ち負かした。この名勝負を振り返りトウショウボーイに騎乗していた武邦彦、テンポイントに騎乗していた鹿戸明の両騎手は「レースに負けてもいいから相手に勝つ事しか考えていなかった」と同じ旨のコメントを残している。
上位3頭と、4着のこの年の菊花賞優勝馬プレストウコウの間には6馬身もの差が開いていた。このことからもこのTTG3頭の実力が他馬に比べて突出していたことが窺える。このレースを有馬記念ベストレースはもとより、日本競馬の白眉として史上最高のレースに推す競馬ファンは今も少なくない。また、「あなたの、そして私の夢が走っています」、「中山の直線を!中山の直線を流星が走りました!テンポイントです!しかし、さすがにトウショウボーイも強かった!」という杉本清の実況の一節も、2着馬のトウショウボーイに対しての健闘を讃えたのを含めて、共に競馬史上に残る名文句として語り継がれている。ただし、この実況は関西テレビがテンポイントのドキュメンタリー番組（計画中止）を作成するために特別に収録したもので、杉本は実況席ではなく、スタンドにロープで区切りを作ってその中で実況を行った。この特別番組はその後の悲劇によって形を変えたものの「もし朝が来たら〜テンポイント物語」というタイトルでビデオ化されており、杉本の実況も聞くことができる。また、先述したように、これはあくまで企画ものとしての録音であるので、一般にはフジテレビ盛山毅アナウンサーによる「テンポイント力で、トウショウボーイを、そしてグリーングラスをねじ伏せました!」という実況も広く知られている。
なお、八大競走でのマッチレースは、これが最初ではなく、この競走以前にも第33回桜花賞において、ニットウチドリとキシュウローレルとの2頭が、スタート直後より最後の直線の入口まで争っていた事例などがある。

## レース結果
| 着順 | 枠番 | 馬番 | 競走馬名           | タイム | 着差      |
| ---- | ---- | ---- | ------------------ | ------ | --------- |
| 1    | 3    | 3    | テンポイント       | 2.35.4 |           |
| 2    | 1    | 1    | トウショウボーイ   | 2.35.5 | 3/4馬身   |
| 3    | 6    | 6    | グリーングラス     | 2.35.6 | 1/2馬身   |
| 4    | 5    | 5    | プレストウコウ     | 2.36.6 | 6馬身     |
| 5    | 2    | 2    | トウフクセダン     | 2.37.2 | 3 1/2馬身 |
| 6    | 4    | 4    | シンストーム       | 2.37.4 | 1 1/2馬身 |
| 7    | 7    | 7    | スピリットスワプス | 2.37.4 | アタマ    |
| 8    | 8    | 8    | メグロモガミ       | 2.37.5 | ハナ      |

レース結果の出典はJRA公式サイト「第22回有馬記念」競走成績。

## レースにまつわるエピソード
- 杉本清は著書の中で、最後の直線で競り合うテンポイントとトウショウボーイの後方にグリーングラスが迫ってきたのを見て「実況しながら内心『またこいつ来たんか』と思った」と当時の心境を述懐している。
- 2004年に発行した「日本中央競馬会（JRA）発足50周年記念切手」にはこのレースで最終コーナーを回るテンポイントとトウショウボーイを捕らえた写真をモチーフにしたデザインが使用されている。
- 2012年に放送の「近代競馬150周年テレビCM〜「次の夢へ」〜」60秒版のテンポイントのシーン、および同年のGIプロモーションCM「The WINNER」有馬記念編で、ゴール前での競り合いの様子が使用されている。

### その他
- 本レースのテレビ・ラジオ放送の実況担当者は、以下の通り。
  - 日本短波放送：長岡一也
  - ラジオ日本：樋口忠正
  - フジテレビ：盛山毅